# Bezirk Eberstein
Der Bezirk Eberstein war ein von 1854 bis 1868 bestehender Gemischter Bezirk im Herzogtum Kärnten. Der Sitz des Gemischten Bezirksamts war in Eberstein.

## Zuständigkeit
Das Bezirksamt Eberstein war für Verwaltungsaufgaben und für Gerichtsaufgaben der untersten gerichtlichen Instanz zuständig und war somit ein sogenanntes Gemischtes Bezirksamt.
Als Untersuchungsgericht war für den Bezirk Eberstein jedoch das Bezirksamt Sankt Veit zuständig.

## Geschichte
Im Zuge der Reformen in Österreich nach der Revolution 1848/1849 wurden als neue Behörden die Bezirkshauptmannschaften für die politische Verwaltung sowie die Bezirksgerichte als unterste gerichtliche Instanz geschaffen. Diese Trennung von Verwaltung und Gerichtsbarkeit blieb aber nicht lange aufrecht: 1854 wurden die Bezirkshauptmannschaften und die Bezirksgerichte wieder aufgelöst und stattdessen Bezirksämter geschaffen, die in den meisten Fällen sowohl für politische als auch für gerichtliche Aufgaben zuständig waren und daher Gemischte Bezirksämter genannt wurden. 1868 stellte man die Trennung zwischen Verwaltung und Gerichtsbarkeit wieder her.
Das Gemischte Bezirksamt Eberstein nahm seine Tätigkeit am 31. Oktober 1854 auf. Per 31. August 1868 wurde es aufgelöst.
Die politische Verwaltung wurde danach wieder durch die Bezirkshauptmannschaft Sankt Veit ausgeübt, und für die Gerichtsbarkeit wurde das Bezirksgericht Eberstein zuständig.

## Größe

### Gemeinden
Der Bezirk Eberstein umfasste folgende Gemeinden:
- Brückl (damals St. Johann am Brückl)
- Eberstein
- Hochfeistritz
- St. Filippen
- Klein Sankt Paul
- Wieting

### Fläche
Der Bezirk hatte eine Fläche von etwa 178 km².

### Einwohner
Der Bezirk hatte 6516 Einwohner.

## Beamte
- Vorsteher: Georg Haslinger
- Actuar: Theodor Meninger Ritter von Lerchenthal[2]